# 12-та бригада оперативного призначення НГ (Україна)
12-та бригада оперативного призначення імені Дмитра Вишневецького (12 БрОП, в/ч 3057) — військове формування Національної Гвардії України. Входить до складу Східного оперативно-територіального об'єднання. Місце дислокації — м. Маріуполь Донецької області.

## Історія
18 січня 1990 року в Маріуполі був сформований 129-й спеціальний моторизований батальйон міліції Внутрішніх військ МВС СРСР (в/ч 5509).
2 січня 1992 року на базі 129-го спеціального моторизованого батальйону міліції сформовано 10-й окремий батальйон НГУ (в/ч 1041), що входив до складу 4-ї Північної дивізії.
В 1995 році батальйон передано до складу Внутрішніх військ МВС України та перейменовано на 17-й окремий спеціальний моторизований батальйон (в/ч 3057).

### Російсько-українська війна
У лютому — березні 2014 року Росія вторглася до Криму і невдовзі анексувала його. Одночасно з цим у низці міст почалися проросійські виступи.
У квітні 2014 року обстановка в місті Маріуполі істотно ускладнилася. Прихильниками самопроголошеної ДНР проводилися систематичні несанкціоновані мітинги зі спробами захоплення органів державної влади, в тому числі було захоплено будівлю Маріупольської мерії. У період з 10 по 14 квітня 2014 прихильники ДНР на чолі з так званим «народним мером» Кузьменко та представниками силового блоку служби їхньої безпеки неодноразово прибували на КПП військової частини 3057 з метою схилити командування до підпорядкування керівництву ДНР і передачі озброєння в їх користування. Але отримавши відмову невідомі заблокували КПП частини колесами, мішками з піском та іншими предметами. До наступного ранку залишки барикади були прибрані за сприянням міліції.
16 квітня 2014 року військовослужбовці 17-го окремого батальйону під командуванням Сергія Совінського відбили спробу захопити територію військової частини. О 20:00 біля воріт частини група невідомих жінок організувала несанкціонований мітинг. Таким чином вони відволікали увагу військовослужбовців. Захоплення військової частини розпочався о 20:30. Мітингувальники почали кидати коктейлі Молотова, зривати ворота. Російські колабораціоністи вимагали видати їм зброю. Розуміючи, що успіху це не приносить, стали по рації вимагати підкріплення. Вже за двадцять хвилин під'їхали мікроавтобуси. З них висадилися озброєні люди у формі і балаклавах. Всього близько 200 осіб, які розпочали стрільбу з вогнепальної зброї в бік частини. Обстріл вівся по всьому периметру з поруч розташованих будинків. Військовослужбовці 17-го батальйону відкрили вогонь спершу у повітря, а потім і на ураження. Особовий склад частини тримав оборону до півночі. В 24:00 прибули на допомогу всі підрозділи Маріупольської міліції і почалася зачистка прилеглої до частини території. Щонайменше 19 нападників дістали поранення, 3 з них — смертельні.
В грудні 2014 року частина 3057 була переформована на 18-й полк оперативного призначення Національної гвардії України, протягом наступних чотирьох місяців його ряди поповнили військовослужбовці з батальйонів спецпризначення «Азов» та «Донбас».
9 вересня 2016 року батальйон «Донбас» передано до складу 15-го полку, який дислокувався у м.Слов'янськ.
24 березня 2018 року 18-му полку оперативного призначення було присвоєно почесне найменування «імені Дмитра Вишневецького».
У жовтні 2019 року на базі 18-го полку ОП було розгорнуто 12-ту окрему бригаду оперативного призначення.
5 січня 2022 року особовий склад 12-ї бригади оперативного призначення за участю представників міської ради Маріуполя урочисто відзначив 30-річчя створення військової частини.

### Російське вторгнення в Україну (з 2022)
Після початку російського вторгнення 24 лютого, 12 БрОП зайняла оборону у місті Маріуполь. Разом з іншими підрозділами бригада обороняла місто до травня 2022, до остаточної блокади українських військ на заводі «Азовсталь». 3 травня командири бригади повідомили про катастрофічну ситуації на заводі і закликали військово-політичне керівництво України і міжнародну спільноту евакуювати всіх військових з території «Азовсталі». 20 травня захисники Маріуполя були змушені покинути територію комбінату «Азовсталь».
У 2023 бригаду було реорганізовано та створено 12 бригаду спеціального призначення АЗОВ, яка входила в її склад як ОЗСП АЗОВ,номер частини залишився тим же 3057.

## Структура

### 2016
- 1-й патрульний батальон[10][11]
- 2-й батальйон спеціального призначення «Донбас»[12]
- Окремий загін спеціального призначення «Азов»[13]
- спеціальна патрульна рота[14][15]
- стрілецька рота (резервна)[16][17]

## Традиції
24 березня 2018 року указом Президента України № 83/2018 з метою увічнення пам'яті видатної постаті української історії — козацького ватажка, гетьмана Дмитра Вишневецького та з урахуванням бойових заслуг, мужності, зразкового виконання покладених завдань, високий професіоналізм особового складу 18 полку оперативного призначення було присвоєно почесне найменування «імені Дмитра Вишневецького».
27 жовтня 2022 року 12 бригада оперативного призначення імені Дмитра Вишневецького Національної гвардії України указом Президента України Володимира Зеленського відзначена почесною відзнакою «За мужність та відвагу».

## Командування
- 2014: полковник Совінський Сергій Євгенович[20]
- 2014—2021: полковник Крячко Олександр Іванович[21]
- з 2021: полковник Шлега Денис Олексійович[22]

## Вшанування
Під час війни на сході України в 2014 та 2015 роках загинули 19 та було поранено 125 солдатів військової частини. Державними нагородами за проявлений героїзм були нагороджені 183 людини.

## Втрати

### 2015
- 29 листопада 2015 — Матьола Мирослав Іванович, солдат. Помер у реанімації міської лікарні Маріуполя.[24]

### 2022
- 22 березня 2022 — Федорович Валентин Олегович («Парагвай»), командир мінометного розрахунку. Загинув при обороні Маріуполя. Понад 2 роки вважався зниклим безвісти, після експертизи ДНК ідентифікований.[25]
- 7 квітня 2022 — Бабич Микола Вячеславович, солдат.